# Líšťany (district de Louny)
Pour les articles homonymes, voir Líšťany.
Líšťany (en allemand : Lischtian) est une commune du district de Louny, dans la région d'Ústí nad Labem, en Tchéquie. Sa population s'élevait à 461 habitants en 2021.

## Géographie
Líšťany se trouve à 14 km au sud-ouest de Louny, à 53 km au sud-ouest d'Ústí nad Labem et à 56 km au nord-ouest de Prague.

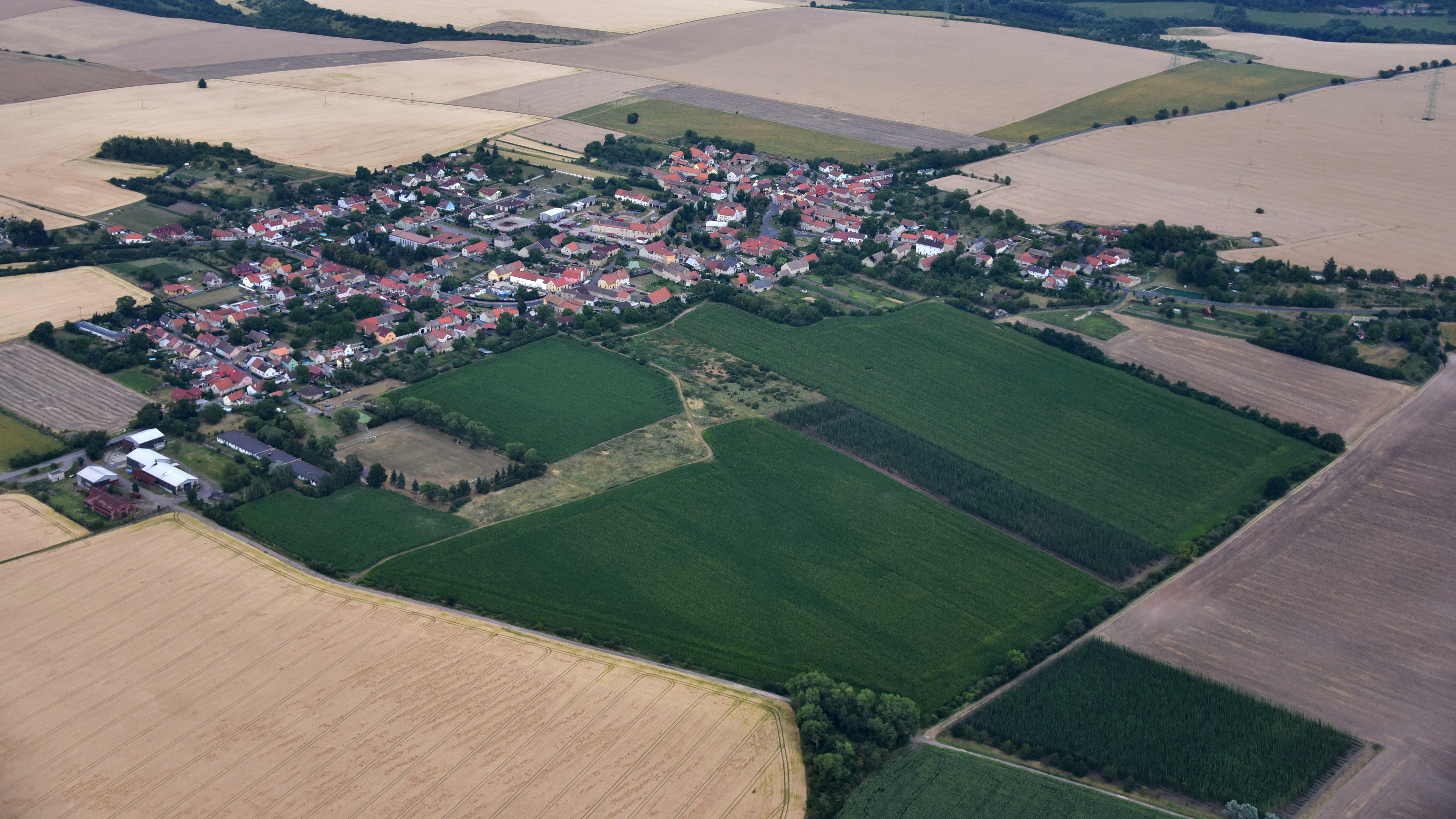
Vue aérienne de Líšťany.

La commune est limitée par Cítoliby au nord, par Louny à l'est, par Brodec au sud-est, par Zbrašín au sud et à l'ouest, et par Jimlín au nord-ouest.

## Histoire
La première mention du village remonte à 1346.

## Transports
Par la route, Lišany se trouve à 6 km de Louny, à 59 km d'Ústí nad Labem et à 63 km de Prague.